# Zoe Thorne
Zoe Thorne (* 1984 in England; auch als Zoë Thorne bekannt) ist eine britische Theater- und Filmschauspielerin sowie Synchronsprecherin.

## Leben
Thorne spielte in verschiedenen Bühnenstücke in unterschiedlichen Theatern. So war sie beispielsweise schon am New London Theatre, dem Finborough Theatre, dem Hampstead Theatre, den Phoenix Theatre Arts, dem The Orange Tree Theatre, dem Watford Palace Theatre, dem The Polka Theatre oder dem West Yorkshire Playhouse zu sehen. 2000 folgte ihr Filmdebüt in New Year’s Day. In den nächsten Jahren folgten Episodenrollen in den Fernsehserien Casualty, Doctors, Agatha Christie’s Marple oder Holby City. 2005 durfte sie größere Rollen in den Spielfilmen Erdbeben – Wenn die Erde sich öffnet... und Der Fluch der Betsy Bell übernehmen.

## Filmografie
- 2000: New Year’s Day
- 2001: Casualty (Fernsehserie, Episode 16x11)
- 2002: The Vice (Fernsehserie, Episode 4x03)
- 2002: Procter (Kurzfilm)
- 2003: Doctors (Fernsehserie, Episode 5x10)
- 2004: Powers (Fernsehserie, Episode 1x05)
- 2004: Kerching! (Fernsehserie, Episode 3x03)
- 2004: Agatha Christie’s Marple (Fernsehserie, Episode 1x01)
- 2004: Holby City (Fernsehserie, Episode 6x22)
- 2005: Erdbeben – Wenn die Erde sich öffnet... (Nature Unleashed: Earthquake)
- 2005: The Bill (Fernsehserie, 2 Episoden)
- 2005: Der Fluch der Betsy Bell (An American Haunting)
- 2005: Doctor Who (Fernsehserie, Episode 1x03)
- 2007: Holby City (Fernsehserie, Episode 9x34)
- 2009: Miles Away
- 2009: Hamlet (Fernsehfilm)
- 2014: National Theatre Live: War Horse
- 2015: Holby City (Fernsehserie, Episode 17x31)

## Synchronisationen
- 2007: Doctor Who (Fernsehserie, 2 Episoden)
- 2018: Derashine (Videospiel)